# エレーナ・プロホロワ
エレーナ・プロホロワ（Yelena Prokhorova 1978年4月16日 - ）はロシアの陸上競技選手。専門は七種競技。身長1m73cm、体重59kg。
2000年7月に七種競技で自己最高の2000年の6765点を出した。同年9月に行われたシドニーオリンピックではイギリスのデニーズ・ルイスに次いで銀メダルを獲得した。2001年の世界室内陸上選手権では五種競技に出場、シドニーオリンピック銅メダリストであるベラルーシのナタリア・サザノビッチに次いで4711点で銀メダル、2001年世界陸上選手権の七種競技では6694点で、サザノビッチを破り金メダルを獲得している。2002年のヨーロッパ陸上選手権の五種競技では4622点で優勝、2003年世界陸上選手権では6452点で4位、2度目の出場となったアテネオリンピックでは6289点で5位となった。
2005年に薬物検査で陽性を示したため国際陸上競技連盟から2005年10月4日から2006年10月3日まで1年間の出場停止処分を下された。

## 主な記録
| 年   | 大会                           | 開催地                   | 成績     | 競技種目 |
| ---- | ------------------------------ | ------------------------ | -------- | -------- |
| 2000 | シドニーオリンピック           | シドニー, オーストラリア | 銀メダル | 七種競技 |
| 2001 | 世界室内陸上選手権             | リスボン, ポルトガル     | 銀メダル | 五種競技 |
| 2001 | 2001年世界陸上選手権           | エドモントン, カナダ     | 金メダル | 七種競技 |
| 2002 | 2002年ヨーロッパ室内陸上選手権 | ウィーン, オーストリア   | 金メダル | 五種競技 |
| 2003 | 2003年世界陸上選手権           | パリ, フランス           | 4位      | 七種競技 |
| 2004 | アテネオリンピック             | アテネ, ギリシャ         | 5位      | 七種競技 |

### 自己ベスト
- 七種競技 - 6765 点 (2000年)
- 200m - 23秒37(2000年)
- 400m - 54秒25 (2003年)
- 800m - 2分04秒27 (2000年)
- 100mハードル - 13秒54 (2000年)

- 走高跳 - 1m88 (2001年)
- 走幅跳 - 6m72 (2000年)
- 砲丸投 - 14m30 (2000年)
- やり投 - 50m73 (2001年)